# Răiculești, Mehedinți
Răiculești este un sat în comuna Ponoarele din județul Mehedinți, Oltenia, România.